# Milan Velimirović
Milan Velimirović (Милан Велимировић; Niš, 21 aprile 1952 – Belgrado, 25 febbraio 2013) è stato un compositore di scacchi serbo.
Ha composto oltre 300 problemi di scacchi ottenendo circa 170 premiazioni, tra cui 50 primi premi.
Grande Maestro della soluzione (1984) e Grande Maestro della composizione (2010).
Direttore della rivista problemistica Mat dal 1974 al 1984 e di MatPlus dal 1994 al 1999.
Autore di due importanti opere sui problemi di scacchi:
- 2345 Schachprobleme – Anthology of Chess Combinations (con Marjan Kovačević), Chess Informant, Belgrado, 1997
- Encyclopedia of Chess Problems (con Kari Valtonen), Chess Informant, Belgrado, 2012

Due suoi problemi:
|   | a | b | c | d | e | f | g | h |   |
| 8 | a8 alfiere del bianco · b8 torre del bianco · c8 cavallo del bianco · b7 donna del bianco · c7 pedone del nero · h7 donna del nero · a6 pedone del bianco · d6 pedone del nero · g6 pedone del nero · g5 torre del nero · a4 pedone del nero · c4 re del nero · d4 pedone del bianco · h4 pedone del nero · h3 torre del bianco · e2 cavallo del bianco · a1 cavallo del nero · d1 re del bianco · e1 alfiere del nero | a8 alfiere del bianco · b8 torre del bianco · c8 cavallo del bianco · b7 donna del bianco · c7 pedone del nero · h7 donna del nero · a6 pedone del bianco · d6 pedone del nero · g6 pedone del nero · g5 torre del nero · a4 pedone del nero · c4 re del nero · d4 pedone del bianco · h4 pedone del nero · h3 torre del bianco · e2 cavallo del bianco · a1 cavallo del nero · d1 re del bianco · e1 alfiere del nero | a8 alfiere del bianco · b8 torre del bianco · c8 cavallo del bianco · b7 donna del bianco · c7 pedone del nero · h7 donna del nero · a6 pedone del bianco · d6 pedone del nero · g6 pedone del nero · g5 torre del nero · a4 pedone del nero · c4 re del nero · d4 pedone del bianco · h4 pedone del nero · h3 torre del bianco · e2 cavallo del bianco · a1 cavallo del nero · d1 re del bianco · e1 alfiere del nero | a8 alfiere del bianco · b8 torre del bianco · c8 cavallo del bianco · b7 donna del bianco · c7 pedone del nero · h7 donna del nero · a6 pedone del bianco · d6 pedone del nero · g6 pedone del nero · g5 torre del nero · a4 pedone del nero · c4 re del nero · d4 pedone del bianco · h4 pedone del nero · h3 torre del bianco · e2 cavallo del bianco · a1 cavallo del nero · d1 re del bianco · e1 alfiere del nero | a8 alfiere del bianco · b8 torre del bianco · c8 cavallo del bianco · b7 donna del bianco · c7 pedone del nero · h7 donna del nero · a6 pedone del bianco · d6 pedone del nero · g6 pedone del nero · g5 torre del nero · a4 pedone del nero · c4 re del nero · d4 pedone del bianco · h4 pedone del nero · h3 torre del bianco · e2 cavallo del bianco · a1 cavallo del nero · d1 re del bianco · e1 alfiere del nero | a8 alfiere del bianco · b8 torre del bianco · c8 cavallo del bianco · b7 donna del bianco · c7 pedone del nero · h7 donna del nero · a6 pedone del bianco · d6 pedone del nero · g6 pedone del nero · g5 torre del nero · a4 pedone del nero · c4 re del nero · d4 pedone del bianco · h4 pedone del nero · h3 torre del bianco · e2 cavallo del bianco · a1 cavallo del nero · d1 re del bianco · e1 alfiere del nero | a8 alfiere del bianco · b8 torre del bianco · c8 cavallo del bianco · b7 donna del bianco · c7 pedone del nero · h7 donna del nero · a6 pedone del bianco · d6 pedone del nero · g6 pedone del nero · g5 torre del nero · a4 pedone del nero · c4 re del nero · d4 pedone del bianco · h4 pedone del nero · h3 torre del bianco · e2 cavallo del bianco · a1 cavallo del nero · d1 re del bianco · e1 alfiere del nero | a8 alfiere del bianco · b8 torre del bianco · c8 cavallo del bianco · b7 donna del bianco · c7 pedone del nero · h7 donna del nero · a6 pedone del bianco · d6 pedone del nero · g6 pedone del nero · g5 torre del nero · a4 pedone del nero · c4 re del nero · d4 pedone del bianco · h4 pedone del nero · h3 torre del bianco · e2 cavallo del bianco · a1 cavallo del nero · d1 re del bianco · e1 alfiere del nero | 8 |
| 7 | a8 alfiere del bianco · b8 torre del bianco · c8 cavallo del bianco · b7 donna del bianco · c7 pedone del nero · h7 donna del nero · a6 pedone del bianco · d6 pedone del nero · g6 pedone del nero · g5 torre del nero · a4 pedone del nero · c4 re del nero · d4 pedone del bianco · h4 pedone del nero · h3 torre del bianco · e2 cavallo del bianco · a1 cavallo del nero · d1 re del bianco · e1 alfiere del nero | a8 alfiere del bianco · b8 torre del bianco · c8 cavallo del bianco · b7 donna del bianco · c7 pedone del nero · h7 donna del nero · a6 pedone del bianco · d6 pedone del nero · g6 pedone del nero · g5 torre del nero · a4 pedone del nero · c4 re del nero · d4 pedone del bianco · h4 pedone del nero · h3 torre del bianco · e2 cavallo del bianco · a1 cavallo del nero · d1 re del bianco · e1 alfiere del nero | a8 alfiere del bianco · b8 torre del bianco · c8 cavallo del bianco · b7 donna del bianco · c7 pedone del nero · h7 donna del nero · a6 pedone del bianco · d6 pedone del nero · g6 pedone del nero · g5 torre del nero · a4 pedone del nero · c4 re del nero · d4 pedone del bianco · h4 pedone del nero · h3 torre del bianco · e2 cavallo del bianco · a1 cavallo del nero · d1 re del bianco · e1 alfiere del nero | a8 alfiere del bianco · b8 torre del bianco · c8 cavallo del bianco · b7 donna del bianco · c7 pedone del nero · h7 donna del nero · a6 pedone del bianco · d6 pedone del nero · g6 pedone del nero · g5 torre del nero · a4 pedone del nero · c4 re del nero · d4 pedone del bianco · h4 pedone del nero · h3 torre del bianco · e2 cavallo del bianco · a1 cavallo del nero · d1 re del bianco · e1 alfiere del nero | a8 alfiere del bianco · b8 torre del bianco · c8 cavallo del bianco · b7 donna del bianco · c7 pedone del nero · h7 donna del nero · a6 pedone del bianco · d6 pedone del nero · g6 pedone del nero · g5 torre del nero · a4 pedone del nero · c4 re del nero · d4 pedone del bianco · h4 pedone del nero · h3 torre del bianco · e2 cavallo del bianco · a1 cavallo del nero · d1 re del bianco · e1 alfiere del nero | a8 alfiere del bianco · b8 torre del bianco · c8 cavallo del bianco · b7 donna del bianco · c7 pedone del nero · h7 donna del nero · a6 pedone del bianco · d6 pedone del nero · g6 pedone del nero · g5 torre del nero · a4 pedone del nero · c4 re del nero · d4 pedone del bianco · h4 pedone del nero · h3 torre del bianco · e2 cavallo del bianco · a1 cavallo del nero · d1 re del bianco · e1 alfiere del nero | a8 alfiere del bianco · b8 torre del bianco · c8 cavallo del bianco · b7 donna del bianco · c7 pedone del nero · h7 donna del nero · a6 pedone del bianco · d6 pedone del nero · g6 pedone del nero · g5 torre del nero · a4 pedone del nero · c4 re del nero · d4 pedone del bianco · h4 pedone del nero · h3 torre del bianco · e2 cavallo del bianco · a1 cavallo del nero · d1 re del bianco · e1 alfiere del nero | a8 alfiere del bianco · b8 torre del bianco · c8 cavallo del bianco · b7 donna del bianco · c7 pedone del nero · h7 donna del nero · a6 pedone del bianco · d6 pedone del nero · g6 pedone del nero · g5 torre del nero · a4 pedone del nero · c4 re del nero · d4 pedone del bianco · h4 pedone del nero · h3 torre del bianco · e2 cavallo del bianco · a1 cavallo del nero · d1 re del bianco · e1 alfiere del nero | 7 |
| 6 | a8 alfiere del bianco · b8 torre del bianco · c8 cavallo del bianco · b7 donna del bianco · c7 pedone del nero · h7 donna del nero · a6 pedone del bianco · d6 pedone del nero · g6 pedone del nero · g5 torre del nero · a4 pedone del nero · c4 re del nero · d4 pedone del bianco · h4 pedone del nero · h3 torre del bianco · e2 cavallo del bianco · a1 cavallo del nero · d1 re del bianco · e1 alfiere del nero | a8 alfiere del bianco · b8 torre del bianco · c8 cavallo del bianco · b7 donna del bianco · c7 pedone del nero · h7 donna del nero · a6 pedone del bianco · d6 pedone del nero · g6 pedone del nero · g5 torre del nero · a4 pedone del nero · c4 re del nero · d4 pedone del bianco · h4 pedone del nero · h3 torre del bianco · e2 cavallo del bianco · a1 cavallo del nero · d1 re del bianco · e1 alfiere del nero | a8 alfiere del bianco · b8 torre del bianco · c8 cavallo del bianco · b7 donna del bianco · c7 pedone del nero · h7 donna del nero · a6 pedone del bianco · d6 pedone del nero · g6 pedone del nero · g5 torre del nero · a4 pedone del nero · c4 re del nero · d4 pedone del bianco · h4 pedone del nero · h3 torre del bianco · e2 cavallo del bianco · a1 cavallo del nero · d1 re del bianco · e1 alfiere del nero | a8 alfiere del bianco · b8 torre del bianco · c8 cavallo del bianco · b7 donna del bianco · c7 pedone del nero · h7 donna del nero · a6 pedone del bianco · d6 pedone del nero · g6 pedone del nero · g5 torre del nero · a4 pedone del nero · c4 re del nero · d4 pedone del bianco · h4 pedone del nero · h3 torre del bianco · e2 cavallo del bianco · a1 cavallo del nero · d1 re del bianco · e1 alfiere del nero | a8 alfiere del bianco · b8 torre del bianco · c8 cavallo del bianco · b7 donna del bianco · c7 pedone del nero · h7 donna del nero · a6 pedone del bianco · d6 pedone del nero · g6 pedone del nero · g5 torre del nero · a4 pedone del nero · c4 re del nero · d4 pedone del bianco · h4 pedone del nero · h3 torre del bianco · e2 cavallo del bianco · a1 cavallo del nero · d1 re del bianco · e1 alfiere del nero | a8 alfiere del bianco · b8 torre del bianco · c8 cavallo del bianco · b7 donna del bianco · c7 pedone del nero · h7 donna del nero · a6 pedone del bianco · d6 pedone del nero · g6 pedone del nero · g5 torre del nero · a4 pedone del nero · c4 re del nero · d4 pedone del bianco · h4 pedone del nero · h3 torre del bianco · e2 cavallo del bianco · a1 cavallo del nero · d1 re del bianco · e1 alfiere del nero | a8 alfiere del bianco · b8 torre del bianco · c8 cavallo del bianco · b7 donna del bianco · c7 pedone del nero · h7 donna del nero · a6 pedone del bianco · d6 pedone del nero · g6 pedone del nero · g5 torre del nero · a4 pedone del nero · c4 re del nero · d4 pedone del bianco · h4 pedone del nero · h3 torre del bianco · e2 cavallo del bianco · a1 cavallo del nero · d1 re del bianco · e1 alfiere del nero | a8 alfiere del bianco · b8 torre del bianco · c8 cavallo del bianco · b7 donna del bianco · c7 pedone del nero · h7 donna del nero · a6 pedone del bianco · d6 pedone del nero · g6 pedone del nero · g5 torre del nero · a4 pedone del nero · c4 re del nero · d4 pedone del bianco · h4 pedone del nero · h3 torre del bianco · e2 cavallo del bianco · a1 cavallo del nero · d1 re del bianco · e1 alfiere del nero | 6 |
| 5 | a8 alfiere del bianco · b8 torre del bianco · c8 cavallo del bianco · b7 donna del bianco · c7 pedone del nero · h7 donna del nero · a6 pedone del bianco · d6 pedone del nero · g6 pedone del nero · g5 torre del nero · a4 pedone del nero · c4 re del nero · d4 pedone del bianco · h4 pedone del nero · h3 torre del bianco · e2 cavallo del bianco · a1 cavallo del nero · d1 re del bianco · e1 alfiere del nero | a8 alfiere del bianco · b8 torre del bianco · c8 cavallo del bianco · b7 donna del bianco · c7 pedone del nero · h7 donna del nero · a6 pedone del bianco · d6 pedone del nero · g6 pedone del nero · g5 torre del nero · a4 pedone del nero · c4 re del nero · d4 pedone del bianco · h4 pedone del nero · h3 torre del bianco · e2 cavallo del bianco · a1 cavallo del nero · d1 re del bianco · e1 alfiere del nero | a8 alfiere del bianco · b8 torre del bianco · c8 cavallo del bianco · b7 donna del bianco · c7 pedone del nero · h7 donna del nero · a6 pedone del bianco · d6 pedone del nero · g6 pedone del nero · g5 torre del nero · a4 pedone del nero · c4 re del nero · d4 pedone del bianco · h4 pedone del nero · h3 torre del bianco · e2 cavallo del bianco · a1 cavallo del nero · d1 re del bianco · e1 alfiere del nero | a8 alfiere del bianco · b8 torre del bianco · c8 cavallo del bianco · b7 donna del bianco · c7 pedone del nero · h7 donna del nero · a6 pedone del bianco · d6 pedone del nero · g6 pedone del nero · g5 torre del nero · a4 pedone del nero · c4 re del nero · d4 pedone del bianco · h4 pedone del nero · h3 torre del bianco · e2 cavallo del bianco · a1 cavallo del nero · d1 re del bianco · e1 alfiere del nero | a8 alfiere del bianco · b8 torre del bianco · c8 cavallo del bianco · b7 donna del bianco · c7 pedone del nero · h7 donna del nero · a6 pedone del bianco · d6 pedone del nero · g6 pedone del nero · g5 torre del nero · a4 pedone del nero · c4 re del nero · d4 pedone del bianco · h4 pedone del nero · h3 torre del bianco · e2 cavallo del bianco · a1 cavallo del nero · d1 re del bianco · e1 alfiere del nero | a8 alfiere del bianco · b8 torre del bianco · c8 cavallo del bianco · b7 donna del bianco · c7 pedone del nero · h7 donna del nero · a6 pedone del bianco · d6 pedone del nero · g6 pedone del nero · g5 torre del nero · a4 pedone del nero · c4 re del nero · d4 pedone del bianco · h4 pedone del nero · h3 torre del bianco · e2 cavallo del bianco · a1 cavallo del nero · d1 re del bianco · e1 alfiere del nero | a8 alfiere del bianco · b8 torre del bianco · c8 cavallo del bianco · b7 donna del bianco · c7 pedone del nero · h7 donna del nero · a6 pedone del bianco · d6 pedone del nero · g6 pedone del nero · g5 torre del nero · a4 pedone del nero · c4 re del nero · d4 pedone del bianco · h4 pedone del nero · h3 torre del bianco · e2 cavallo del bianco · a1 cavallo del nero · d1 re del bianco · e1 alfiere del nero | a8 alfiere del bianco · b8 torre del bianco · c8 cavallo del bianco · b7 donna del bianco · c7 pedone del nero · h7 donna del nero · a6 pedone del bianco · d6 pedone del nero · g6 pedone del nero · g5 torre del nero · a4 pedone del nero · c4 re del nero · d4 pedone del bianco · h4 pedone del nero · h3 torre del bianco · e2 cavallo del bianco · a1 cavallo del nero · d1 re del bianco · e1 alfiere del nero | 5 |
| 4 | a8 alfiere del bianco · b8 torre del bianco · c8 cavallo del bianco · b7 donna del bianco · c7 pedone del nero · h7 donna del nero · a6 pedone del bianco · d6 pedone del nero · g6 pedone del nero · g5 torre del nero · a4 pedone del nero · c4 re del nero · d4 pedone del bianco · h4 pedone del nero · h3 torre del bianco · e2 cavallo del bianco · a1 cavallo del nero · d1 re del bianco · e1 alfiere del nero | a8 alfiere del bianco · b8 torre del bianco · c8 cavallo del bianco · b7 donna del bianco · c7 pedone del nero · h7 donna del nero · a6 pedone del bianco · d6 pedone del nero · g6 pedone del nero · g5 torre del nero · a4 pedone del nero · c4 re del nero · d4 pedone del bianco · h4 pedone del nero · h3 torre del bianco · e2 cavallo del bianco · a1 cavallo del nero · d1 re del bianco · e1 alfiere del nero | a8 alfiere del bianco · b8 torre del bianco · c8 cavallo del bianco · b7 donna del bianco · c7 pedone del nero · h7 donna del nero · a6 pedone del bianco · d6 pedone del nero · g6 pedone del nero · g5 torre del nero · a4 pedone del nero · c4 re del nero · d4 pedone del bianco · h4 pedone del nero · h3 torre del bianco · e2 cavallo del bianco · a1 cavallo del nero · d1 re del bianco · e1 alfiere del nero | a8 alfiere del bianco · b8 torre del bianco · c8 cavallo del bianco · b7 donna del bianco · c7 pedone del nero · h7 donna del nero · a6 pedone del bianco · d6 pedone del nero · g6 pedone del nero · g5 torre del nero · a4 pedone del nero · c4 re del nero · d4 pedone del bianco · h4 pedone del nero · h3 torre del bianco · e2 cavallo del bianco · a1 cavallo del nero · d1 re del bianco · e1 alfiere del nero | a8 alfiere del bianco · b8 torre del bianco · c8 cavallo del bianco · b7 donna del bianco · c7 pedone del nero · h7 donna del nero · a6 pedone del bianco · d6 pedone del nero · g6 pedone del nero · g5 torre del nero · a4 pedone del nero · c4 re del nero · d4 pedone del bianco · h4 pedone del nero · h3 torre del bianco · e2 cavallo del bianco · a1 cavallo del nero · d1 re del bianco · e1 alfiere del nero | a8 alfiere del bianco · b8 torre del bianco · c8 cavallo del bianco · b7 donna del bianco · c7 pedone del nero · h7 donna del nero · a6 pedone del bianco · d6 pedone del nero · g6 pedone del nero · g5 torre del nero · a4 pedone del nero · c4 re del nero · d4 pedone del bianco · h4 pedone del nero · h3 torre del bianco · e2 cavallo del bianco · a1 cavallo del nero · d1 re del bianco · e1 alfiere del nero | a8 alfiere del bianco · b8 torre del bianco · c8 cavallo del bianco · b7 donna del bianco · c7 pedone del nero · h7 donna del nero · a6 pedone del bianco · d6 pedone del nero · g6 pedone del nero · g5 torre del nero · a4 pedone del nero · c4 re del nero · d4 pedone del bianco · h4 pedone del nero · h3 torre del bianco · e2 cavallo del bianco · a1 cavallo del nero · d1 re del bianco · e1 alfiere del nero | a8 alfiere del bianco · b8 torre del bianco · c8 cavallo del bianco · b7 donna del bianco · c7 pedone del nero · h7 donna del nero · a6 pedone del bianco · d6 pedone del nero · g6 pedone del nero · g5 torre del nero · a4 pedone del nero · c4 re del nero · d4 pedone del bianco · h4 pedone del nero · h3 torre del bianco · e2 cavallo del bianco · a1 cavallo del nero · d1 re del bianco · e1 alfiere del nero | 4 |
| 3 | a8 alfiere del bianco · b8 torre del bianco · c8 cavallo del bianco · b7 donna del bianco · c7 pedone del nero · h7 donna del nero · a6 pedone del bianco · d6 pedone del nero · g6 pedone del nero · g5 torre del nero · a4 pedone del nero · c4 re del nero · d4 pedone del bianco · h4 pedone del nero · h3 torre del bianco · e2 cavallo del bianco · a1 cavallo del nero · d1 re del bianco · e1 alfiere del nero | a8 alfiere del bianco · b8 torre del bianco · c8 cavallo del bianco · b7 donna del bianco · c7 pedone del nero · h7 donna del nero · a6 pedone del bianco · d6 pedone del nero · g6 pedone del nero · g5 torre del nero · a4 pedone del nero · c4 re del nero · d4 pedone del bianco · h4 pedone del nero · h3 torre del bianco · e2 cavallo del bianco · a1 cavallo del nero · d1 re del bianco · e1 alfiere del nero | a8 alfiere del bianco · b8 torre del bianco · c8 cavallo del bianco · b7 donna del bianco · c7 pedone del nero · h7 donna del nero · a6 pedone del bianco · d6 pedone del nero · g6 pedone del nero · g5 torre del nero · a4 pedone del nero · c4 re del nero · d4 pedone del bianco · h4 pedone del nero · h3 torre del bianco · e2 cavallo del bianco · a1 cavallo del nero · d1 re del bianco · e1 alfiere del nero | a8 alfiere del bianco · b8 torre del bianco · c8 cavallo del bianco · b7 donna del bianco · c7 pedone del nero · h7 donna del nero · a6 pedone del bianco · d6 pedone del nero · g6 pedone del nero · g5 torre del nero · a4 pedone del nero · c4 re del nero · d4 pedone del bianco · h4 pedone del nero · h3 torre del bianco · e2 cavallo del bianco · a1 cavallo del nero · d1 re del bianco · e1 alfiere del nero | a8 alfiere del bianco · b8 torre del bianco · c8 cavallo del bianco · b7 donna del bianco · c7 pedone del nero · h7 donna del nero · a6 pedone del bianco · d6 pedone del nero · g6 pedone del nero · g5 torre del nero · a4 pedone del nero · c4 re del nero · d4 pedone del bianco · h4 pedone del nero · h3 torre del bianco · e2 cavallo del bianco · a1 cavallo del nero · d1 re del bianco · e1 alfiere del nero | a8 alfiere del bianco · b8 torre del bianco · c8 cavallo del bianco · b7 donna del bianco · c7 pedone del nero · h7 donna del nero · a6 pedone del bianco · d6 pedone del nero · g6 pedone del nero · g5 torre del nero · a4 pedone del nero · c4 re del nero · d4 pedone del bianco · h4 pedone del nero · h3 torre del bianco · e2 cavallo del bianco · a1 cavallo del nero · d1 re del bianco · e1 alfiere del nero | a8 alfiere del bianco · b8 torre del bianco · c8 cavallo del bianco · b7 donna del bianco · c7 pedone del nero · h7 donna del nero · a6 pedone del bianco · d6 pedone del nero · g6 pedone del nero · g5 torre del nero · a4 pedone del nero · c4 re del nero · d4 pedone del bianco · h4 pedone del nero · h3 torre del bianco · e2 cavallo del bianco · a1 cavallo del nero · d1 re del bianco · e1 alfiere del nero | a8 alfiere del bianco · b8 torre del bianco · c8 cavallo del bianco · b7 donna del bianco · c7 pedone del nero · h7 donna del nero · a6 pedone del bianco · d6 pedone del nero · g6 pedone del nero · g5 torre del nero · a4 pedone del nero · c4 re del nero · d4 pedone del bianco · h4 pedone del nero · h3 torre del bianco · e2 cavallo del bianco · a1 cavallo del nero · d1 re del bianco · e1 alfiere del nero | 3 |
| 2 | a8 alfiere del bianco · b8 torre del bianco · c8 cavallo del bianco · b7 donna del bianco · c7 pedone del nero · h7 donna del nero · a6 pedone del bianco · d6 pedone del nero · g6 pedone del nero · g5 torre del nero · a4 pedone del nero · c4 re del nero · d4 pedone del bianco · h4 pedone del nero · h3 torre del bianco · e2 cavallo del bianco · a1 cavallo del nero · d1 re del bianco · e1 alfiere del nero | a8 alfiere del bianco · b8 torre del bianco · c8 cavallo del bianco · b7 donna del bianco · c7 pedone del nero · h7 donna del nero · a6 pedone del bianco · d6 pedone del nero · g6 pedone del nero · g5 torre del nero · a4 pedone del nero · c4 re del nero · d4 pedone del bianco · h4 pedone del nero · h3 torre del bianco · e2 cavallo del bianco · a1 cavallo del nero · d1 re del bianco · e1 alfiere del nero | a8 alfiere del bianco · b8 torre del bianco · c8 cavallo del bianco · b7 donna del bianco · c7 pedone del nero · h7 donna del nero · a6 pedone del bianco · d6 pedone del nero · g6 pedone del nero · g5 torre del nero · a4 pedone del nero · c4 re del nero · d4 pedone del bianco · h4 pedone del nero · h3 torre del bianco · e2 cavallo del bianco · a1 cavallo del nero · d1 re del bianco · e1 alfiere del nero | a8 alfiere del bianco · b8 torre del bianco · c8 cavallo del bianco · b7 donna del bianco · c7 pedone del nero · h7 donna del nero · a6 pedone del bianco · d6 pedone del nero · g6 pedone del nero · g5 torre del nero · a4 pedone del nero · c4 re del nero · d4 pedone del bianco · h4 pedone del nero · h3 torre del bianco · e2 cavallo del bianco · a1 cavallo del nero · d1 re del bianco · e1 alfiere del nero | a8 alfiere del bianco · b8 torre del bianco · c8 cavallo del bianco · b7 donna del bianco · c7 pedone del nero · h7 donna del nero · a6 pedone del bianco · d6 pedone del nero · g6 pedone del nero · g5 torre del nero · a4 pedone del nero · c4 re del nero · d4 pedone del bianco · h4 pedone del nero · h3 torre del bianco · e2 cavallo del bianco · a1 cavallo del nero · d1 re del bianco · e1 alfiere del nero | a8 alfiere del bianco · b8 torre del bianco · c8 cavallo del bianco · b7 donna del bianco · c7 pedone del nero · h7 donna del nero · a6 pedone del bianco · d6 pedone del nero · g6 pedone del nero · g5 torre del nero · a4 pedone del nero · c4 re del nero · d4 pedone del bianco · h4 pedone del nero · h3 torre del bianco · e2 cavallo del bianco · a1 cavallo del nero · d1 re del bianco · e1 alfiere del nero | a8 alfiere del bianco · b8 torre del bianco · c8 cavallo del bianco · b7 donna del bianco · c7 pedone del nero · h7 donna del nero · a6 pedone del bianco · d6 pedone del nero · g6 pedone del nero · g5 torre del nero · a4 pedone del nero · c4 re del nero · d4 pedone del bianco · h4 pedone del nero · h3 torre del bianco · e2 cavallo del bianco · a1 cavallo del nero · d1 re del bianco · e1 alfiere del nero | a8 alfiere del bianco · b8 torre del bianco · c8 cavallo del bianco · b7 donna del bianco · c7 pedone del nero · h7 donna del nero · a6 pedone del bianco · d6 pedone del nero · g6 pedone del nero · g5 torre del nero · a4 pedone del nero · c4 re del nero · d4 pedone del bianco · h4 pedone del nero · h3 torre del bianco · e2 cavallo del bianco · a1 cavallo del nero · d1 re del bianco · e1 alfiere del nero | 2 |
| 1 | a8 alfiere del bianco · b8 torre del bianco · c8 cavallo del bianco · b7 donna del bianco · c7 pedone del nero · h7 donna del nero · a6 pedone del bianco · d6 pedone del nero · g6 pedone del nero · g5 torre del nero · a4 pedone del nero · c4 re del nero · d4 pedone del bianco · h4 pedone del nero · h3 torre del bianco · e2 cavallo del bianco · a1 cavallo del nero · d1 re del bianco · e1 alfiere del nero | a8 alfiere del bianco · b8 torre del bianco · c8 cavallo del bianco · b7 donna del bianco · c7 pedone del nero · h7 donna del nero · a6 pedone del bianco · d6 pedone del nero · g6 pedone del nero · g5 torre del nero · a4 pedone del nero · c4 re del nero · d4 pedone del bianco · h4 pedone del nero · h3 torre del bianco · e2 cavallo del bianco · a1 cavallo del nero · d1 re del bianco · e1 alfiere del nero | a8 alfiere del bianco · b8 torre del bianco · c8 cavallo del bianco · b7 donna del bianco · c7 pedone del nero · h7 donna del nero · a6 pedone del bianco · d6 pedone del nero · g6 pedone del nero · g5 torre del nero · a4 pedone del nero · c4 re del nero · d4 pedone del bianco · h4 pedone del nero · h3 torre del bianco · e2 cavallo del bianco · a1 cavallo del nero · d1 re del bianco · e1 alfiere del nero | a8 alfiere del bianco · b8 torre del bianco · c8 cavallo del bianco · b7 donna del bianco · c7 pedone del nero · h7 donna del nero · a6 pedone del bianco · d6 pedone del nero · g6 pedone del nero · g5 torre del nero · a4 pedone del nero · c4 re del nero · d4 pedone del bianco · h4 pedone del nero · h3 torre del bianco · e2 cavallo del bianco · a1 cavallo del nero · d1 re del bianco · e1 alfiere del nero | a8 alfiere del bianco · b8 torre del bianco · c8 cavallo del bianco · b7 donna del bianco · c7 pedone del nero · h7 donna del nero · a6 pedone del bianco · d6 pedone del nero · g6 pedone del nero · g5 torre del nero · a4 pedone del nero · c4 re del nero · d4 pedone del bianco · h4 pedone del nero · h3 torre del bianco · e2 cavallo del bianco · a1 cavallo del nero · d1 re del bianco · e1 alfiere del nero | a8 alfiere del bianco · b8 torre del bianco · c8 cavallo del bianco · b7 donna del bianco · c7 pedone del nero · h7 donna del nero · a6 pedone del bianco · d6 pedone del nero · g6 pedone del nero · g5 torre del nero · a4 pedone del nero · c4 re del nero · d4 pedone del bianco · h4 pedone del nero · h3 torre del bianco · e2 cavallo del bianco · a1 cavallo del nero · d1 re del bianco · e1 alfiere del nero | a8 alfiere del bianco · b8 torre del bianco · c8 cavallo del bianco · b7 donna del bianco · c7 pedone del nero · h7 donna del nero · a6 pedone del bianco · d6 pedone del nero · g6 pedone del nero · g5 torre del nero · a4 pedone del nero · c4 re del nero · d4 pedone del bianco · h4 pedone del nero · h3 torre del bianco · e2 cavallo del bianco · a1 cavallo del nero · d1 re del bianco · e1 alfiere del nero | a8 alfiere del bianco · b8 torre del bianco · c8 cavallo del bianco · b7 donna del bianco · c7 pedone del nero · h7 donna del nero · a6 pedone del bianco · d6 pedone del nero · g6 pedone del nero · g5 torre del nero · a4 pedone del nero · c4 re del nero · d4 pedone del bianco · h4 pedone del nero · h3 torre del bianco · e2 cavallo del bianco · a1 cavallo del nero · d1 re del bianco · e1 alfiere del nero | 1 |
|   | a | b | c | d | e | f | g | h |   |

Soluzione:
Tentativo: 1. Df3!?

(1...Tg3 2. Ad5#, 1...Ag3 2. Dc3#, 1...c6 2. Cxd6#), ma 1... Tb5!
Soluzione: 1. Db1 !  (min. 2. Dd3#)

1... Tg3  2. Db5#

1... Ag3  2. Tb4#  (tema Bristol)

1... c6   2. Cb6#

|   | a | b | c | d | e | f | g | h |   |
| 8 | c8 cavallo del bianco · g8 cavallo del nero · h7 pedone del nero · a6 re del bianco · b6 pedone del nero · c6 pedone del bianco · d5 re del nero · e5 cavallo del bianco · f5 pedone del bianco · a4 pedone del nero · d4 pedone del bianco · f4 alfiere del bianco · c3 torre del bianco · d2 torre del bianco · e2 donna del bianco · g2 alfiere del nero · h2 donna del nero · b1 torre del nero | c8 cavallo del bianco · g8 cavallo del nero · h7 pedone del nero · a6 re del bianco · b6 pedone del nero · c6 pedone del bianco · d5 re del nero · e5 cavallo del bianco · f5 pedone del bianco · a4 pedone del nero · d4 pedone del bianco · f4 alfiere del bianco · c3 torre del bianco · d2 torre del bianco · e2 donna del bianco · g2 alfiere del nero · h2 donna del nero · b1 torre del nero | c8 cavallo del bianco · g8 cavallo del nero · h7 pedone del nero · a6 re del bianco · b6 pedone del nero · c6 pedone del bianco · d5 re del nero · e5 cavallo del bianco · f5 pedone del bianco · a4 pedone del nero · d4 pedone del bianco · f4 alfiere del bianco · c3 torre del bianco · d2 torre del bianco · e2 donna del bianco · g2 alfiere del nero · h2 donna del nero · b1 torre del nero | c8 cavallo del bianco · g8 cavallo del nero · h7 pedone del nero · a6 re del bianco · b6 pedone del nero · c6 pedone del bianco · d5 re del nero · e5 cavallo del bianco · f5 pedone del bianco · a4 pedone del nero · d4 pedone del bianco · f4 alfiere del bianco · c3 torre del bianco · d2 torre del bianco · e2 donna del bianco · g2 alfiere del nero · h2 donna del nero · b1 torre del nero | c8 cavallo del bianco · g8 cavallo del nero · h7 pedone del nero · a6 re del bianco · b6 pedone del nero · c6 pedone del bianco · d5 re del nero · e5 cavallo del bianco · f5 pedone del bianco · a4 pedone del nero · d4 pedone del bianco · f4 alfiere del bianco · c3 torre del bianco · d2 torre del bianco · e2 donna del bianco · g2 alfiere del nero · h2 donna del nero · b1 torre del nero | c8 cavallo del bianco · g8 cavallo del nero · h7 pedone del nero · a6 re del bianco · b6 pedone del nero · c6 pedone del bianco · d5 re del nero · e5 cavallo del bianco · f5 pedone del bianco · a4 pedone del nero · d4 pedone del bianco · f4 alfiere del bianco · c3 torre del bianco · d2 torre del bianco · e2 donna del bianco · g2 alfiere del nero · h2 donna del nero · b1 torre del nero | c8 cavallo del bianco · g8 cavallo del nero · h7 pedone del nero · a6 re del bianco · b6 pedone del nero · c6 pedone del bianco · d5 re del nero · e5 cavallo del bianco · f5 pedone del bianco · a4 pedone del nero · d4 pedone del bianco · f4 alfiere del bianco · c3 torre del bianco · d2 torre del bianco · e2 donna del bianco · g2 alfiere del nero · h2 donna del nero · b1 torre del nero | c8 cavallo del bianco · g8 cavallo del nero · h7 pedone del nero · a6 re del bianco · b6 pedone del nero · c6 pedone del bianco · d5 re del nero · e5 cavallo del bianco · f5 pedone del bianco · a4 pedone del nero · d4 pedone del bianco · f4 alfiere del bianco · c3 torre del bianco · d2 torre del bianco · e2 donna del bianco · g2 alfiere del nero · h2 donna del nero · b1 torre del nero | 8 |
| 7 | c8 cavallo del bianco · g8 cavallo del nero · h7 pedone del nero · a6 re del bianco · b6 pedone del nero · c6 pedone del bianco · d5 re del nero · e5 cavallo del bianco · f5 pedone del bianco · a4 pedone del nero · d4 pedone del bianco · f4 alfiere del bianco · c3 torre del bianco · d2 torre del bianco · e2 donna del bianco · g2 alfiere del nero · h2 donna del nero · b1 torre del nero | c8 cavallo del bianco · g8 cavallo del nero · h7 pedone del nero · a6 re del bianco · b6 pedone del nero · c6 pedone del bianco · d5 re del nero · e5 cavallo del bianco · f5 pedone del bianco · a4 pedone del nero · d4 pedone del bianco · f4 alfiere del bianco · c3 torre del bianco · d2 torre del bianco · e2 donna del bianco · g2 alfiere del nero · h2 donna del nero · b1 torre del nero | c8 cavallo del bianco · g8 cavallo del nero · h7 pedone del nero · a6 re del bianco · b6 pedone del nero · c6 pedone del bianco · d5 re del nero · e5 cavallo del bianco · f5 pedone del bianco · a4 pedone del nero · d4 pedone del bianco · f4 alfiere del bianco · c3 torre del bianco · d2 torre del bianco · e2 donna del bianco · g2 alfiere del nero · h2 donna del nero · b1 torre del nero | c8 cavallo del bianco · g8 cavallo del nero · h7 pedone del nero · a6 re del bianco · b6 pedone del nero · c6 pedone del bianco · d5 re del nero · e5 cavallo del bianco · f5 pedone del bianco · a4 pedone del nero · d4 pedone del bianco · f4 alfiere del bianco · c3 torre del bianco · d2 torre del bianco · e2 donna del bianco · g2 alfiere del nero · h2 donna del nero · b1 torre del nero | c8 cavallo del bianco · g8 cavallo del nero · h7 pedone del nero · a6 re del bianco · b6 pedone del nero · c6 pedone del bianco · d5 re del nero · e5 cavallo del bianco · f5 pedone del bianco · a4 pedone del nero · d4 pedone del bianco · f4 alfiere del bianco · c3 torre del bianco · d2 torre del bianco · e2 donna del bianco · g2 alfiere del nero · h2 donna del nero · b1 torre del nero | c8 cavallo del bianco · g8 cavallo del nero · h7 pedone del nero · a6 re del bianco · b6 pedone del nero · c6 pedone del bianco · d5 re del nero · e5 cavallo del bianco · f5 pedone del bianco · a4 pedone del nero · d4 pedone del bianco · f4 alfiere del bianco · c3 torre del bianco · d2 torre del bianco · e2 donna del bianco · g2 alfiere del nero · h2 donna del nero · b1 torre del nero | c8 cavallo del bianco · g8 cavallo del nero · h7 pedone del nero · a6 re del bianco · b6 pedone del nero · c6 pedone del bianco · d5 re del nero · e5 cavallo del bianco · f5 pedone del bianco · a4 pedone del nero · d4 pedone del bianco · f4 alfiere del bianco · c3 torre del bianco · d2 torre del bianco · e2 donna del bianco · g2 alfiere del nero · h2 donna del nero · b1 torre del nero | c8 cavallo del bianco · g8 cavallo del nero · h7 pedone del nero · a6 re del bianco · b6 pedone del nero · c6 pedone del bianco · d5 re del nero · e5 cavallo del bianco · f5 pedone del bianco · a4 pedone del nero · d4 pedone del bianco · f4 alfiere del bianco · c3 torre del bianco · d2 torre del bianco · e2 donna del bianco · g2 alfiere del nero · h2 donna del nero · b1 torre del nero | 7 |
| 6 | c8 cavallo del bianco · g8 cavallo del nero · h7 pedone del nero · a6 re del bianco · b6 pedone del nero · c6 pedone del bianco · d5 re del nero · e5 cavallo del bianco · f5 pedone del bianco · a4 pedone del nero · d4 pedone del bianco · f4 alfiere del bianco · c3 torre del bianco · d2 torre del bianco · e2 donna del bianco · g2 alfiere del nero · h2 donna del nero · b1 torre del nero | c8 cavallo del bianco · g8 cavallo del nero · h7 pedone del nero · a6 re del bianco · b6 pedone del nero · c6 pedone del bianco · d5 re del nero · e5 cavallo del bianco · f5 pedone del bianco · a4 pedone del nero · d4 pedone del bianco · f4 alfiere del bianco · c3 torre del bianco · d2 torre del bianco · e2 donna del bianco · g2 alfiere del nero · h2 donna del nero · b1 torre del nero | c8 cavallo del bianco · g8 cavallo del nero · h7 pedone del nero · a6 re del bianco · b6 pedone del nero · c6 pedone del bianco · d5 re del nero · e5 cavallo del bianco · f5 pedone del bianco · a4 pedone del nero · d4 pedone del bianco · f4 alfiere del bianco · c3 torre del bianco · d2 torre del bianco · e2 donna del bianco · g2 alfiere del nero · h2 donna del nero · b1 torre del nero | c8 cavallo del bianco · g8 cavallo del nero · h7 pedone del nero · a6 re del bianco · b6 pedone del nero · c6 pedone del bianco · d5 re del nero · e5 cavallo del bianco · f5 pedone del bianco · a4 pedone del nero · d4 pedone del bianco · f4 alfiere del bianco · c3 torre del bianco · d2 torre del bianco · e2 donna del bianco · g2 alfiere del nero · h2 donna del nero · b1 torre del nero | c8 cavallo del bianco · g8 cavallo del nero · h7 pedone del nero · a6 re del bianco · b6 pedone del nero · c6 pedone del bianco · d5 re del nero · e5 cavallo del bianco · f5 pedone del bianco · a4 pedone del nero · d4 pedone del bianco · f4 alfiere del bianco · c3 torre del bianco · d2 torre del bianco · e2 donna del bianco · g2 alfiere del nero · h2 donna del nero · b1 torre del nero | c8 cavallo del bianco · g8 cavallo del nero · h7 pedone del nero · a6 re del bianco · b6 pedone del nero · c6 pedone del bianco · d5 re del nero · e5 cavallo del bianco · f5 pedone del bianco · a4 pedone del nero · d4 pedone del bianco · f4 alfiere del bianco · c3 torre del bianco · d2 torre del bianco · e2 donna del bianco · g2 alfiere del nero · h2 donna del nero · b1 torre del nero | c8 cavallo del bianco · g8 cavallo del nero · h7 pedone del nero · a6 re del bianco · b6 pedone del nero · c6 pedone del bianco · d5 re del nero · e5 cavallo del bianco · f5 pedone del bianco · a4 pedone del nero · d4 pedone del bianco · f4 alfiere del bianco · c3 torre del bianco · d2 torre del bianco · e2 donna del bianco · g2 alfiere del nero · h2 donna del nero · b1 torre del nero | c8 cavallo del bianco · g8 cavallo del nero · h7 pedone del nero · a6 re del bianco · b6 pedone del nero · c6 pedone del bianco · d5 re del nero · e5 cavallo del bianco · f5 pedone del bianco · a4 pedone del nero · d4 pedone del bianco · f4 alfiere del bianco · c3 torre del bianco · d2 torre del bianco · e2 donna del bianco · g2 alfiere del nero · h2 donna del nero · b1 torre del nero | 6 |
| 5 | c8 cavallo del bianco · g8 cavallo del nero · h7 pedone del nero · a6 re del bianco · b6 pedone del nero · c6 pedone del bianco · d5 re del nero · e5 cavallo del bianco · f5 pedone del bianco · a4 pedone del nero · d4 pedone del bianco · f4 alfiere del bianco · c3 torre del bianco · d2 torre del bianco · e2 donna del bianco · g2 alfiere del nero · h2 donna del nero · b1 torre del nero | c8 cavallo del bianco · g8 cavallo del nero · h7 pedone del nero · a6 re del bianco · b6 pedone del nero · c6 pedone del bianco · d5 re del nero · e5 cavallo del bianco · f5 pedone del bianco · a4 pedone del nero · d4 pedone del bianco · f4 alfiere del bianco · c3 torre del bianco · d2 torre del bianco · e2 donna del bianco · g2 alfiere del nero · h2 donna del nero · b1 torre del nero | c8 cavallo del bianco · g8 cavallo del nero · h7 pedone del nero · a6 re del bianco · b6 pedone del nero · c6 pedone del bianco · d5 re del nero · e5 cavallo del bianco · f5 pedone del bianco · a4 pedone del nero · d4 pedone del bianco · f4 alfiere del bianco · c3 torre del bianco · d2 torre del bianco · e2 donna del bianco · g2 alfiere del nero · h2 donna del nero · b1 torre del nero | c8 cavallo del bianco · g8 cavallo del nero · h7 pedone del nero · a6 re del bianco · b6 pedone del nero · c6 pedone del bianco · d5 re del nero · e5 cavallo del bianco · f5 pedone del bianco · a4 pedone del nero · d4 pedone del bianco · f4 alfiere del bianco · c3 torre del bianco · d2 torre del bianco · e2 donna del bianco · g2 alfiere del nero · h2 donna del nero · b1 torre del nero | c8 cavallo del bianco · g8 cavallo del nero · h7 pedone del nero · a6 re del bianco · b6 pedone del nero · c6 pedone del bianco · d5 re del nero · e5 cavallo del bianco · f5 pedone del bianco · a4 pedone del nero · d4 pedone del bianco · f4 alfiere del bianco · c3 torre del bianco · d2 torre del bianco · e2 donna del bianco · g2 alfiere del nero · h2 donna del nero · b1 torre del nero | c8 cavallo del bianco · g8 cavallo del nero · h7 pedone del nero · a6 re del bianco · b6 pedone del nero · c6 pedone del bianco · d5 re del nero · e5 cavallo del bianco · f5 pedone del bianco · a4 pedone del nero · d4 pedone del bianco · f4 alfiere del bianco · c3 torre del bianco · d2 torre del bianco · e2 donna del bianco · g2 alfiere del nero · h2 donna del nero · b1 torre del nero | c8 cavallo del bianco · g8 cavallo del nero · h7 pedone del nero · a6 re del bianco · b6 pedone del nero · c6 pedone del bianco · d5 re del nero · e5 cavallo del bianco · f5 pedone del bianco · a4 pedone del nero · d4 pedone del bianco · f4 alfiere del bianco · c3 torre del bianco · d2 torre del bianco · e2 donna del bianco · g2 alfiere del nero · h2 donna del nero · b1 torre del nero | c8 cavallo del bianco · g8 cavallo del nero · h7 pedone del nero · a6 re del bianco · b6 pedone del nero · c6 pedone del bianco · d5 re del nero · e5 cavallo del bianco · f5 pedone del bianco · a4 pedone del nero · d4 pedone del bianco · f4 alfiere del bianco · c3 torre del bianco · d2 torre del bianco · e2 donna del bianco · g2 alfiere del nero · h2 donna del nero · b1 torre del nero | 5 |
| 4 | c8 cavallo del bianco · g8 cavallo del nero · h7 pedone del nero · a6 re del bianco · b6 pedone del nero · c6 pedone del bianco · d5 re del nero · e5 cavallo del bianco · f5 pedone del bianco · a4 pedone del nero · d4 pedone del bianco · f4 alfiere del bianco · c3 torre del bianco · d2 torre del bianco · e2 donna del bianco · g2 alfiere del nero · h2 donna del nero · b1 torre del nero | c8 cavallo del bianco · g8 cavallo del nero · h7 pedone del nero · a6 re del bianco · b6 pedone del nero · c6 pedone del bianco · d5 re del nero · e5 cavallo del bianco · f5 pedone del bianco · a4 pedone del nero · d4 pedone del bianco · f4 alfiere del bianco · c3 torre del bianco · d2 torre del bianco · e2 donna del bianco · g2 alfiere del nero · h2 donna del nero · b1 torre del nero | c8 cavallo del bianco · g8 cavallo del nero · h7 pedone del nero · a6 re del bianco · b6 pedone del nero · c6 pedone del bianco · d5 re del nero · e5 cavallo del bianco · f5 pedone del bianco · a4 pedone del nero · d4 pedone del bianco · f4 alfiere del bianco · c3 torre del bianco · d2 torre del bianco · e2 donna del bianco · g2 alfiere del nero · h2 donna del nero · b1 torre del nero | c8 cavallo del bianco · g8 cavallo del nero · h7 pedone del nero · a6 re del bianco · b6 pedone del nero · c6 pedone del bianco · d5 re del nero · e5 cavallo del bianco · f5 pedone del bianco · a4 pedone del nero · d4 pedone del bianco · f4 alfiere del bianco · c3 torre del bianco · d2 torre del bianco · e2 donna del bianco · g2 alfiere del nero · h2 donna del nero · b1 torre del nero | c8 cavallo del bianco · g8 cavallo del nero · h7 pedone del nero · a6 re del bianco · b6 pedone del nero · c6 pedone del bianco · d5 re del nero · e5 cavallo del bianco · f5 pedone del bianco · a4 pedone del nero · d4 pedone del bianco · f4 alfiere del bianco · c3 torre del bianco · d2 torre del bianco · e2 donna del bianco · g2 alfiere del nero · h2 donna del nero · b1 torre del nero | c8 cavallo del bianco · g8 cavallo del nero · h7 pedone del nero · a6 re del bianco · b6 pedone del nero · c6 pedone del bianco · d5 re del nero · e5 cavallo del bianco · f5 pedone del bianco · a4 pedone del nero · d4 pedone del bianco · f4 alfiere del bianco · c3 torre del bianco · d2 torre del bianco · e2 donna del bianco · g2 alfiere del nero · h2 donna del nero · b1 torre del nero | c8 cavallo del bianco · g8 cavallo del nero · h7 pedone del nero · a6 re del bianco · b6 pedone del nero · c6 pedone del bianco · d5 re del nero · e5 cavallo del bianco · f5 pedone del bianco · a4 pedone del nero · d4 pedone del bianco · f4 alfiere del bianco · c3 torre del bianco · d2 torre del bianco · e2 donna del bianco · g2 alfiere del nero · h2 donna del nero · b1 torre del nero | c8 cavallo del bianco · g8 cavallo del nero · h7 pedone del nero · a6 re del bianco · b6 pedone del nero · c6 pedone del bianco · d5 re del nero · e5 cavallo del bianco · f5 pedone del bianco · a4 pedone del nero · d4 pedone del bianco · f4 alfiere del bianco · c3 torre del bianco · d2 torre del bianco · e2 donna del bianco · g2 alfiere del nero · h2 donna del nero · b1 torre del nero | 4 |
| 3 | c8 cavallo del bianco · g8 cavallo del nero · h7 pedone del nero · a6 re del bianco · b6 pedone del nero · c6 pedone del bianco · d5 re del nero · e5 cavallo del bianco · f5 pedone del bianco · a4 pedone del nero · d4 pedone del bianco · f4 alfiere del bianco · c3 torre del bianco · d2 torre del bianco · e2 donna del bianco · g2 alfiere del nero · h2 donna del nero · b1 torre del nero | c8 cavallo del bianco · g8 cavallo del nero · h7 pedone del nero · a6 re del bianco · b6 pedone del nero · c6 pedone del bianco · d5 re del nero · e5 cavallo del bianco · f5 pedone del bianco · a4 pedone del nero · d4 pedone del bianco · f4 alfiere del bianco · c3 torre del bianco · d2 torre del bianco · e2 donna del bianco · g2 alfiere del nero · h2 donna del nero · b1 torre del nero | c8 cavallo del bianco · g8 cavallo del nero · h7 pedone del nero · a6 re del bianco · b6 pedone del nero · c6 pedone del bianco · d5 re del nero · e5 cavallo del bianco · f5 pedone del bianco · a4 pedone del nero · d4 pedone del bianco · f4 alfiere del bianco · c3 torre del bianco · d2 torre del bianco · e2 donna del bianco · g2 alfiere del nero · h2 donna del nero · b1 torre del nero | c8 cavallo del bianco · g8 cavallo del nero · h7 pedone del nero · a6 re del bianco · b6 pedone del nero · c6 pedone del bianco · d5 re del nero · e5 cavallo del bianco · f5 pedone del bianco · a4 pedone del nero · d4 pedone del bianco · f4 alfiere del bianco · c3 torre del bianco · d2 torre del bianco · e2 donna del bianco · g2 alfiere del nero · h2 donna del nero · b1 torre del nero | c8 cavallo del bianco · g8 cavallo del nero · h7 pedone del nero · a6 re del bianco · b6 pedone del nero · c6 pedone del bianco · d5 re del nero · e5 cavallo del bianco · f5 pedone del bianco · a4 pedone del nero · d4 pedone del bianco · f4 alfiere del bianco · c3 torre del bianco · d2 torre del bianco · e2 donna del bianco · g2 alfiere del nero · h2 donna del nero · b1 torre del nero | c8 cavallo del bianco · g8 cavallo del nero · h7 pedone del nero · a6 re del bianco · b6 pedone del nero · c6 pedone del bianco · d5 re del nero · e5 cavallo del bianco · f5 pedone del bianco · a4 pedone del nero · d4 pedone del bianco · f4 alfiere del bianco · c3 torre del bianco · d2 torre del bianco · e2 donna del bianco · g2 alfiere del nero · h2 donna del nero · b1 torre del nero | c8 cavallo del bianco · g8 cavallo del nero · h7 pedone del nero · a6 re del bianco · b6 pedone del nero · c6 pedone del bianco · d5 re del nero · e5 cavallo del bianco · f5 pedone del bianco · a4 pedone del nero · d4 pedone del bianco · f4 alfiere del bianco · c3 torre del bianco · d2 torre del bianco · e2 donna del bianco · g2 alfiere del nero · h2 donna del nero · b1 torre del nero | c8 cavallo del bianco · g8 cavallo del nero · h7 pedone del nero · a6 re del bianco · b6 pedone del nero · c6 pedone del bianco · d5 re del nero · e5 cavallo del bianco · f5 pedone del bianco · a4 pedone del nero · d4 pedone del bianco · f4 alfiere del bianco · c3 torre del bianco · d2 torre del bianco · e2 donna del bianco · g2 alfiere del nero · h2 donna del nero · b1 torre del nero | 3 |
| 2 | c8 cavallo del bianco · g8 cavallo del nero · h7 pedone del nero · a6 re del bianco · b6 pedone del nero · c6 pedone del bianco · d5 re del nero · e5 cavallo del bianco · f5 pedone del bianco · a4 pedone del nero · d4 pedone del bianco · f4 alfiere del bianco · c3 torre del bianco · d2 torre del bianco · e2 donna del bianco · g2 alfiere del nero · h2 donna del nero · b1 torre del nero | c8 cavallo del bianco · g8 cavallo del nero · h7 pedone del nero · a6 re del bianco · b6 pedone del nero · c6 pedone del bianco · d5 re del nero · e5 cavallo del bianco · f5 pedone del bianco · a4 pedone del nero · d4 pedone del bianco · f4 alfiere del bianco · c3 torre del bianco · d2 torre del bianco · e2 donna del bianco · g2 alfiere del nero · h2 donna del nero · b1 torre del nero | c8 cavallo del bianco · g8 cavallo del nero · h7 pedone del nero · a6 re del bianco · b6 pedone del nero · c6 pedone del bianco · d5 re del nero · e5 cavallo del bianco · f5 pedone del bianco · a4 pedone del nero · d4 pedone del bianco · f4 alfiere del bianco · c3 torre del bianco · d2 torre del bianco · e2 donna del bianco · g2 alfiere del nero · h2 donna del nero · b1 torre del nero | c8 cavallo del bianco · g8 cavallo del nero · h7 pedone del nero · a6 re del bianco · b6 pedone del nero · c6 pedone del bianco · d5 re del nero · e5 cavallo del bianco · f5 pedone del bianco · a4 pedone del nero · d4 pedone del bianco · f4 alfiere del bianco · c3 torre del bianco · d2 torre del bianco · e2 donna del bianco · g2 alfiere del nero · h2 donna del nero · b1 torre del nero | c8 cavallo del bianco · g8 cavallo del nero · h7 pedone del nero · a6 re del bianco · b6 pedone del nero · c6 pedone del bianco · d5 re del nero · e5 cavallo del bianco · f5 pedone del bianco · a4 pedone del nero · d4 pedone del bianco · f4 alfiere del bianco · c3 torre del bianco · d2 torre del bianco · e2 donna del bianco · g2 alfiere del nero · h2 donna del nero · b1 torre del nero | c8 cavallo del bianco · g8 cavallo del nero · h7 pedone del nero · a6 re del bianco · b6 pedone del nero · c6 pedone del bianco · d5 re del nero · e5 cavallo del bianco · f5 pedone del bianco · a4 pedone del nero · d4 pedone del bianco · f4 alfiere del bianco · c3 torre del bianco · d2 torre del bianco · e2 donna del bianco · g2 alfiere del nero · h2 donna del nero · b1 torre del nero | c8 cavallo del bianco · g8 cavallo del nero · h7 pedone del nero · a6 re del bianco · b6 pedone del nero · c6 pedone del bianco · d5 re del nero · e5 cavallo del bianco · f5 pedone del bianco · a4 pedone del nero · d4 pedone del bianco · f4 alfiere del bianco · c3 torre del bianco · d2 torre del bianco · e2 donna del bianco · g2 alfiere del nero · h2 donna del nero · b1 torre del nero | c8 cavallo del bianco · g8 cavallo del nero · h7 pedone del nero · a6 re del bianco · b6 pedone del nero · c6 pedone del bianco · d5 re del nero · e5 cavallo del bianco · f5 pedone del bianco · a4 pedone del nero · d4 pedone del bianco · f4 alfiere del bianco · c3 torre del bianco · d2 torre del bianco · e2 donna del bianco · g2 alfiere del nero · h2 donna del nero · b1 torre del nero | 2 |
| 1 | c8 cavallo del bianco · g8 cavallo del nero · h7 pedone del nero · a6 re del bianco · b6 pedone del nero · c6 pedone del bianco · d5 re del nero · e5 cavallo del bianco · f5 pedone del bianco · a4 pedone del nero · d4 pedone del bianco · f4 alfiere del bianco · c3 torre del bianco · d2 torre del bianco · e2 donna del bianco · g2 alfiere del nero · h2 donna del nero · b1 torre del nero | c8 cavallo del bianco · g8 cavallo del nero · h7 pedone del nero · a6 re del bianco · b6 pedone del nero · c6 pedone del bianco · d5 re del nero · e5 cavallo del bianco · f5 pedone del bianco · a4 pedone del nero · d4 pedone del bianco · f4 alfiere del bianco · c3 torre del bianco · d2 torre del bianco · e2 donna del bianco · g2 alfiere del nero · h2 donna del nero · b1 torre del nero | c8 cavallo del bianco · g8 cavallo del nero · h7 pedone del nero · a6 re del bianco · b6 pedone del nero · c6 pedone del bianco · d5 re del nero · e5 cavallo del bianco · f5 pedone del bianco · a4 pedone del nero · d4 pedone del bianco · f4 alfiere del bianco · c3 torre del bianco · d2 torre del bianco · e2 donna del bianco · g2 alfiere del nero · h2 donna del nero · b1 torre del nero | c8 cavallo del bianco · g8 cavallo del nero · h7 pedone del nero · a6 re del bianco · b6 pedone del nero · c6 pedone del bianco · d5 re del nero · e5 cavallo del bianco · f5 pedone del bianco · a4 pedone del nero · d4 pedone del bianco · f4 alfiere del bianco · c3 torre del bianco · d2 torre del bianco · e2 donna del bianco · g2 alfiere del nero · h2 donna del nero · b1 torre del nero | c8 cavallo del bianco · g8 cavallo del nero · h7 pedone del nero · a6 re del bianco · b6 pedone del nero · c6 pedone del bianco · d5 re del nero · e5 cavallo del bianco · f5 pedone del bianco · a4 pedone del nero · d4 pedone del bianco · f4 alfiere del bianco · c3 torre del bianco · d2 torre del bianco · e2 donna del bianco · g2 alfiere del nero · h2 donna del nero · b1 torre del nero | c8 cavallo del bianco · g8 cavallo del nero · h7 pedone del nero · a6 re del bianco · b6 pedone del nero · c6 pedone del bianco · d5 re del nero · e5 cavallo del bianco · f5 pedone del bianco · a4 pedone del nero · d4 pedone del bianco · f4 alfiere del bianco · c3 torre del bianco · d2 torre del bianco · e2 donna del bianco · g2 alfiere del nero · h2 donna del nero · b1 torre del nero | c8 cavallo del bianco · g8 cavallo del nero · h7 pedone del nero · a6 re del bianco · b6 pedone del nero · c6 pedone del bianco · d5 re del nero · e5 cavallo del bianco · f5 pedone del bianco · a4 pedone del nero · d4 pedone del bianco · f4 alfiere del bianco · c3 torre del bianco · d2 torre del bianco · e2 donna del bianco · g2 alfiere del nero · h2 donna del nero · b1 torre del nero | c8 cavallo del bianco · g8 cavallo del nero · h7 pedone del nero · a6 re del bianco · b6 pedone del nero · c6 pedone del bianco · d5 re del nero · e5 cavallo del bianco · f5 pedone del bianco · a4 pedone del nero · d4 pedone del bianco · f4 alfiere del bianco · c3 torre del bianco · d2 torre del bianco · e2 donna del bianco · g2 alfiere del nero · h2 donna del nero · b1 torre del nero | 1 |
|   | a | b | c | d | e | f | g | h |   |

Soluzione:
1. Ce5 ~ !?  ...Bf1!  - 1. Cd3!?  ... Ae4!
Chiave: 1. Cc4 !  (min. 2. De6#)

1... Ae4  2. Ce3#

1... Te1  2. C4xb6#